# Vilbergen
Vilbergen är en stadsdel i Norrköping. Vilbergen låg från början en bit utanför Norrköping och bestod mest av lantlig bebyggelse i form av gårdar och några villor. Detta går att läsa om i en av Moa Martinsons böcker. 
I och med 1950-talets lägenhetsbrist började man bebygga området i mitten av 1960-talet.
Området byggdes som en stor ring med centrum, förskola och skola i mitten av ringen. Området består både av hyresrätter och bostadsrätter och är ett klassiskt vad man kom att kalla miljonprogramsområde. Idag ligger stadsdelen fortfarande i utkanten av staden men Norrköping har växt ihop med Vilbergen vilket gör den till en stadsdel bland andra.
Sydost om Vilbergen finns Vrinnevisjukhuset, i norr Ektorp, i söder Kättsätter och i väster Skarphagen.